# Mirko Pibernik
Mirko Pibernik, slovenski kemijski inženir, * 20. oktober 1905, Ljubljana, † 19. november 1947, Ljubljana.
Rodil se je kot šesti otrok staršema Ivanu Piberniku (*1870, Poljče, † 1929, Ljubljana) in Antoniji Pibernik, roj. Sternad (*1878, Ljubljana, † 1949, Ljubljana). Oče se je izšolal kot trgovski pomočnik, kasneje pa je bil avstroogrski vojaški uslužbenec. Po razpadu monarhije je bil zaposlen v davčni službi.  
Mirko Pibernik je obiskoval ljudsko šolo v Ljubljani, nato pa ga je 1917 oče poslal v vojaško realko v kasarni Straß pri Šentilju (Spielfeld) na avstrijskem Štajerskem. Po razpadu Avstro-Ogrske se je vrnil v Ljubljano in maturiral na realki, leta 1924 pa se je vpisal na Tehniško fakulteto ljubljanske univerze. Iz kemije je diplomiral leta 1928 (diploma je zavedena pod imenom Bogomir Pibernik). Tema njegove diplomske naloge je bila oksidacija škroba za pripravo topnih oblik, o čemer je leta 1929 izšel članek Maksa Samca v reviji Kolloidchemische Beihefte.
Bil je aktiven član Sokola in soavtor telovadnega priročnika (izšel 1933). Po odsluženem vojaškem roku v šoli za rezervne oficirje (1930) se je 1931 poročil z Maco Burger (*1899, RIbnica, † 1968, Ljubljana) in zaposlil v podjetju Medič-Zankl, tovarni olja, lakov in barv, ki je imelo proizvodni obrat v Medvodah (kasnejša tovarna Color) in enega v Domžalah (kasnejši Helios). Pibernik je delal v obeh sočasno in se je redno vozil med obema tovarnama. 
Marca 1941 so ga mobilizirali v vojaško enoto v Srbiji, a se je po kapitulaciji Jugoslavije uspel vrniti v Medvode, kjer je še naprej delal v istem podjetju. Med vojno je stanoval v Medvodah, kjer so bila v upravni stavbi podjetja poleg kemijskega laboratorija tudi stanovanja za zaposlene. Sodeloval je z Osvobodilno fronto in med drugim ilegalno tiskarno Eda Bregarja-Dona preskrboval s tiskarsko barvo, ki so jo delali v tovarniškem laboratoriju. V začetku leta 1944 je bil za kratko zaprt v Ljubljani. Pibernikova družina je med vojno živela v Šiški (sprva pod italijansko zasedbo), tako da jo je le občasno obiskoval. Ob povratku je večkrat s seboj vozil pakete za dachauske zapornike in jih oddal na pošti v Medvodah, ki so bile pod nemško zasedbo. 
Tudi po vojni je ostal zaposlen v tovarni barv in lakov v Medvodah, kjer je bil direktor do prihoda Vladimira Lična na ta položaj, Pibernik pa je postal referent direkcije kemične industrije pri slovenski vladi. Leta 1946 je bil član komisije za povojne reparacije pri jugoslovanski vojni misiji v Berlinu. Takrat je od nekega ruskega majorja kupil avto Adler Triumf Junior. 
3. novembra 1947 so ga aretirali, v času preiskave pred prvim dachauskim procesom v Ljubljani pa je – po uradni verziji – naredil samomor, a je verjetneje, da je umrl zaradi posledic mučenja. Objavljeni so odlomki z zaslišanj, iz katerih je razvidno, da je večkrat menjal izpovedi, tako da so bile v skladu s sugestijami zasliševalcev. Osumljen je bil sodelovanja z Gestapom, s tujo obveščevalno službo in sabotažne dejavnosti v povezavi z vžigom ricinusovega olja v medvoški tovarni barv in lakov v začetku jeseni 1947. Šlo je za nesrečo pri delu, ki je bila posledica pomanjkanja surovin, zato so poskusno zamenjali laneno olje z ricinusovim, ki je bolj vnetljivo. Po aretaciji se je s Pibernikovim avtom vozil direktor Glavne direkcije za kemijsko industrijo Boris Fakin, a so ga kasneje vrnili Pibernikovi ženi, ki ga je prodala. Za razliko od svojcev obsojenih na dachauskih procesih Pibernikova družina večinoma ni čutila pritiskov in preganjanja.